# Ramona (film fra 1910)
|  | For andre betydninger, se Ramona |
Ramona er en amerikansk stumfilm fra 1910 instrueret af D. W. Griffith. Filmen er baseret på Helen Hunt Jacksons roman Ramona fra 1884.

## Medvirkende
- Mary Pickford som Ramona
- Henry B. Walthall som Alessandro
- Francis J. Grandon som Felipe
- Kate Bruce
- W. Chrystie Miller